# Hrazený
Hrazený (německy Pirschken Berg či Pirsken Berg) je tefritový vrch ve Šluknovské pahorkatině vysoký 608 m. Jedná se o nejvyšší kopec Šluknovské pahorkatiny. Převážná část spadá do katastrálního území Knížecí města Velký Šenov v Ústeckém kraji, část svahů patří ke Kunraticím a Císařskému, jež jsou části města Šluknov.

## Charakteristika
Nachází se zhruba 4 kilometry jihozápadně od Šluknova a 3 kilometry severoseverozápadně od Brtníků. Svahy a srázy vrcholové části jsou tvořeny navrstveným tefritem, z čehož je odvozen český název. Podloží níže položených svahů tvoří střednězrnný lužický granodiorit, na západním svahu jsou mezi sedimenty hnědouhelné slojky. Ve vrcholové části na tefritovém podloží tvoří půdní pokryv modální eutrofní	kambizem doplněná modálním eutrofním rankerem a modální eutrofní litozemí. V nižších polohách jsou to modální pseudoglej a suťový a dystrický ranker. Výhledy jsou omezeny vzrostlým bukovým lesem. Pouze na severu je tzv. Volský kámen, kde je umístěna i vrcholová kniha. Kříž je posvěcen na památku bratří Bienertů – zakladatelů odboru turistiky ve Šluknově. K samotnému kopci se váže několik pověstí – o pokladu či jezeře se zlatou kachnou uprostřed hory. O velikonočních svátcích se pravidelně konal (do roku 2023) výšlap na Hrazený v rámci turistického a dálkového pochodu Jarním Šluknovskem. Na Hrazeném pramení Šluknovský, Robotnický a Stříbrný potok, které náleží k povodí Sprévy, a několik kratších vodotečí náležejících k povodí Sebnice. Celá vrch tak patří k povodí Labe a úmoří Severního moře. Přes vrch vedou zeleně, žlutě a červeně značené turistické trasy. Na východním svahu stojí bývalý hostinec Pirschkenbaude z roku 1909.

## Galerie

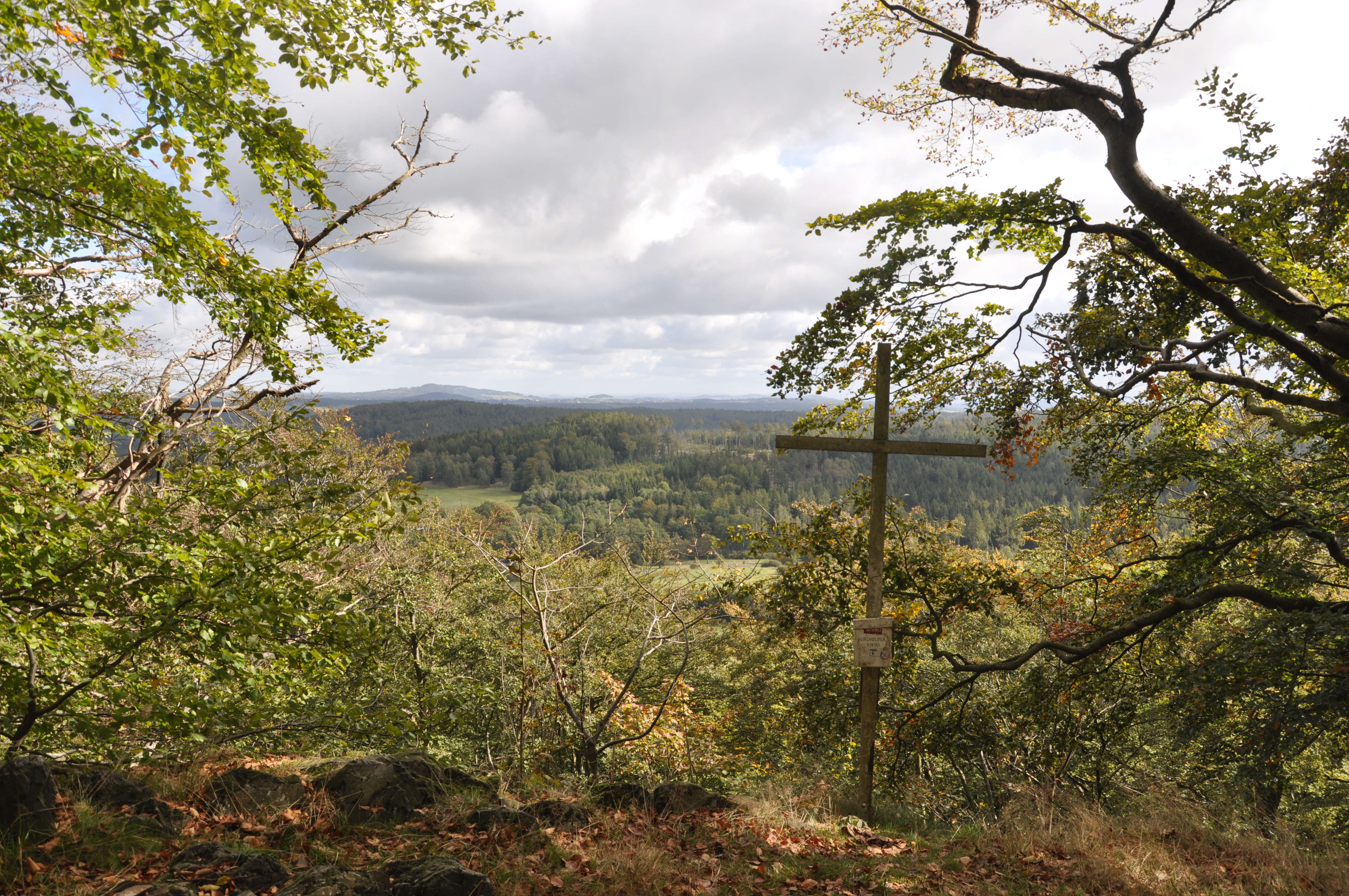
Bienertův kříž
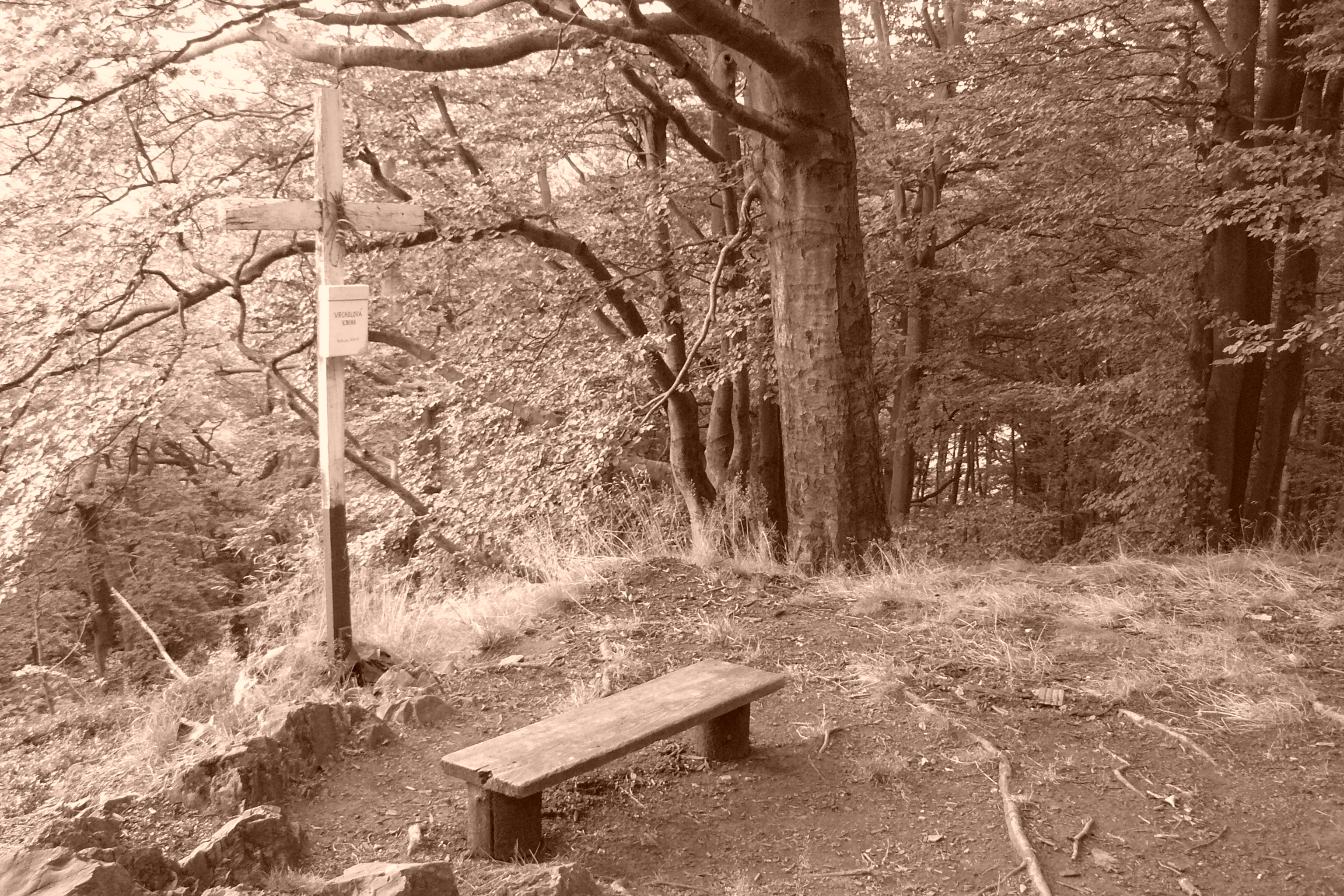
Vyhlídka Volský kámen na Hrazeném
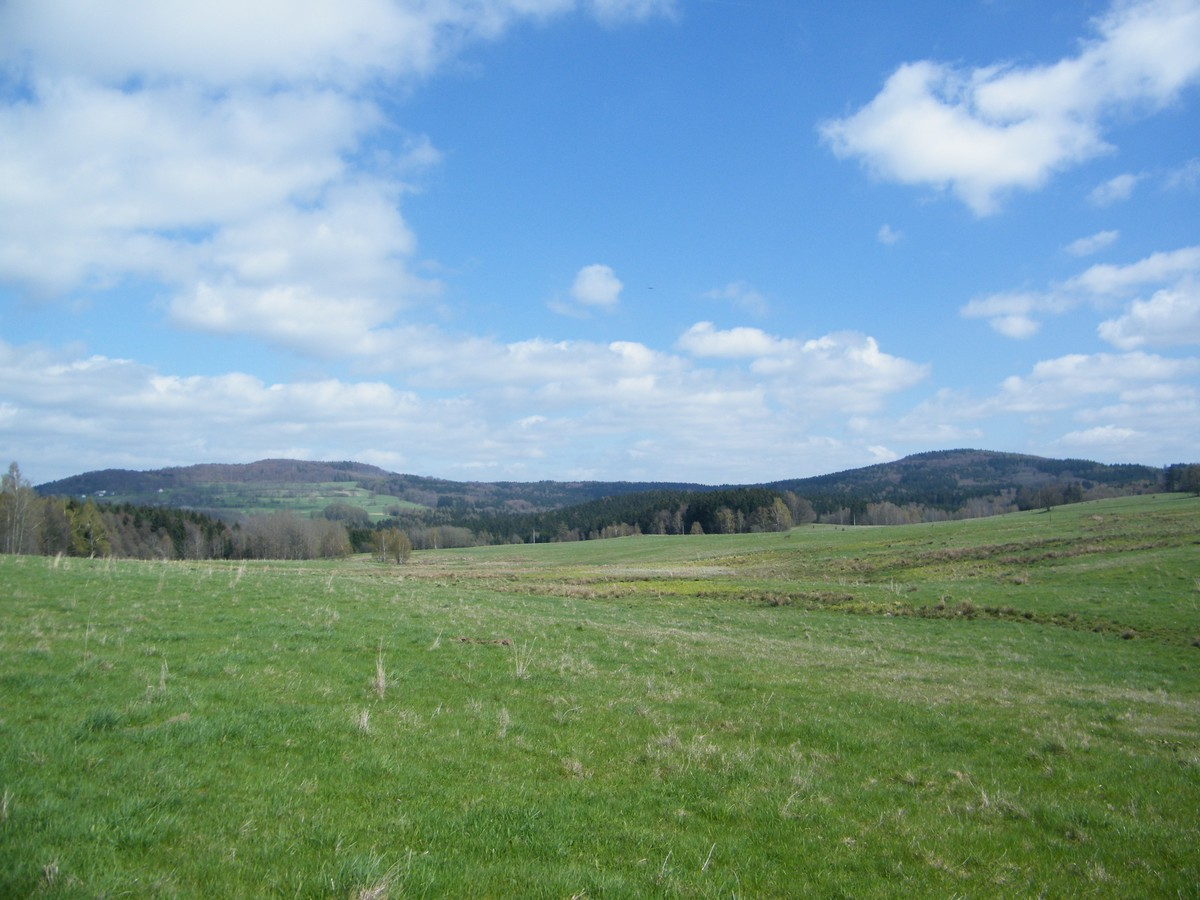
Hrazený a Plešný, pohled od Mikulášovic
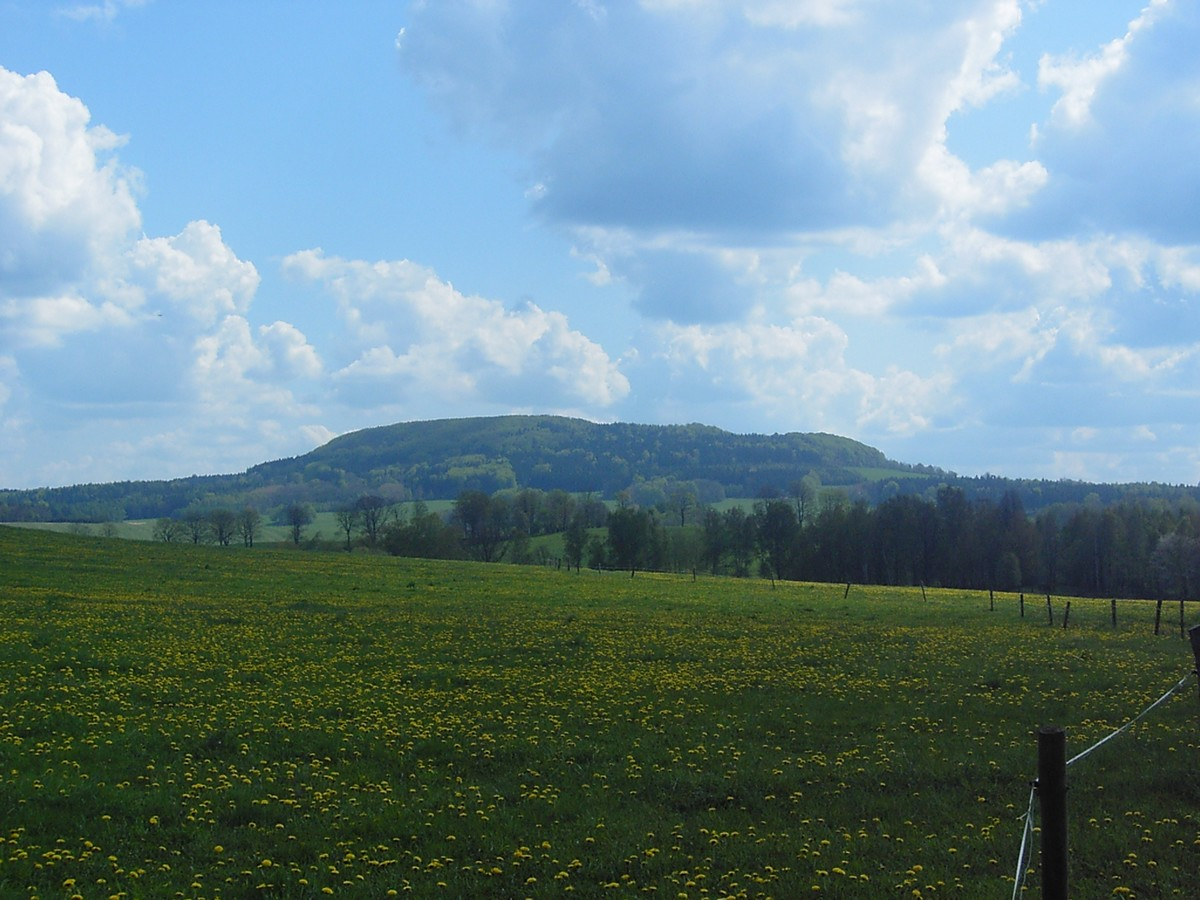
Hrazený, pohled od Vébrovy chaty